# Metal Saga
Metal Saga, conocido en Japón como Metal Saga: Sajin no Kusari (メタルサーガ ～砂塵の鎖～ Metaru Sāga Sajin no Kusari?, Metal Saga: Chain of Sandstorm) , es un videojuego de rol posapocalíptico desarrollado por Success y publicado por Atlus y Success.
Metal Saga es el quinto juego de la serie Metal Max y el primero en llegar a Estados Unidos. Al igual que los juegos anteriores de la serie, sigue un estilo de juego abierto y no lineal. El juego recibió una recepción mixta por su jugabilidad poco convencional y sus gráficos anticuados.

## Jugabilidad
La mecánica del juego es similar a la de la mayoría de los videojuegos de rol. Los jugadores viajan entre puntos de interés en un mapa del mundo, durante cuyo tiempo pueden ser atacados por enemigos encontrados al azar. Dentro de las ciudades, los jugadores pueden descansar, reparar vehículos, vender artículos y realizar otras actividades típicas. Las mazmorras del título suelen ser cuevas o edificios abandonados. Estos lugares hostiles son relativamente pequeños y gran parte de su complejidad se debe a su naturaleza laberíntica (y a la falta de una función de mapeo automático).
El combate se realiza por turnos individuales y utiliza un sistema de iniciativa escalonado (por ejemplo, los personajes a pie son más rápidos que los que van en tanques). Cualquier miembro canino del grupo actúa por su cuenta y ataca automáticamente a los enemigos al azar. Para los personajes restantes, los jugadores eligen entre un número limitado de acciones. Si bien los personajes tienen algunas habilidades que pueden usarse durante el combate, su uso cuesta dinero (en lugar de utilizar una reserva separada de puntos de habilidad/maná) y, a menudo, no se pueden usar cuando se está dentro de un tanque. Como resultado, las habilidades no son necesariamente tan atractivas como en otros juegos similares. Aunque ciertas armas están claramente pensadas para ser utilizadas contra ciertos enemigos, los personajes no pueden cambiar de armas o armaduras durante el combate.

### Tanques
Todos los personajes, a excepción de los perros, pueden colocarse dentro de tanques para mejorar aún más su rendimiento en combate. Mientras luchan desde dentro de un tanque, los personajes usan las armas de a bordo en lugar de sus armas de mano, y sufren daños en el tanque, en lugar de en su persona. Esto proporciona una capa adicional de defensa, ya que los personajes pueden salir del tanque y continuar luchando si el tanque deja de funcionar. Cuando no esté en combate, se puede remolcar un tanque adicional y usarlo para almacenar piezas de repuesto o como vehículo de repuesto.
Hay un total de 15 tanques en el juego. Si bien el juego utiliza el término "tanque" para referirse a todos estos vehículos, varios de ellos no son en realidad tanques. Entre ellos se encuentran un camión de bomberos (con escalera incluida) y un autobús . Sin embargo, la mayoría de los tanques son más tradicionales, como un Panzer alemán o dos tanques antiaéreos . Si bien los diferentes modelos de tanques son generalmente similares en la práctica, cada uno tiene características innatas ligeramente diferentes.
Los tanques no sólo se pueden equipar, sino también personalizar a un nivel muy sofisticado. Los jugadores seleccionan y compran armas principales (denominadas PRINCIPALES, con munición limitada), armas secundarias (denominadas SUB o Sub Gun, con munición ilimitada) y armamento para propósitos especiales (denominado SE o Equipo Especial, con munición muy limitada). Cada artículo incluye un valor de peso y el motor del tanque solo puede soportar una cierta cantidad total de peso. Como tal, se debe lograr un equilibrio, ya que cada unidad de peso que no se usa para armamento se puede usar para agregar piezas de armadura adicionales. Además, se puede gastar dinero para modificar cada parte del tanque, por ejemplo, para aumentar la cantidad de munición que lleva un arma determinada (nuevamente a costa de un aumento de peso adicional).
Las piezas del vehículo se clasifican en varias categorías diferentes:
- Chasis: El chasis del vehículo, es la carcasa exterior que mantiene todo unido. Diferentes chasis ofrecen diferentes niveles de protección y velocidad (los FAV ofrecerán menos protección pero la mayor velocidad, mientras que los tanques de batalla principales ofrecerán el mayor grado de defensa con una menor movilidad).
- Motor: El motor determina la carga máxima del vehículo. Cuanto menor sea la clasificación, menor será el tonelaje que podrá soportar el motor. Los motores no afectan la movilidad del vehículo.
- Unidad C: La unidad informática permite que los vehículos sean manejados por un solo miembro de la tripulación. Sin él, el vehículo no puede funcionar, ya que combina varios aspectos de los controles del vehículo, como los sistemas de armas, para que una sola tripulación pueda operar el vehículo. Uno de los NPC del juego menciona que se puede operar un vehículo sin una Unidad C, aunque eso requeriría tres personas para operar el vehículo. Las unidades C también proporcionan defensas adicionales para el vehículo, que se combinan con la clasificación defensiva del chasis para formar la cantidad total de clasificación de defensa del vehículo.
- Accesorios: Los accesorios son componentes opcionales para los vehículos que no son necesarios para su funcionamiento. Estos incluyen desde teletransportadores, que permiten a los jugadores viajar entre ciudades y sacarlas de áreas hostiles (como túneles y mazmorras plagadas de enemigos), hasta calcomanías decorativas y complementos especiales que, cuando se combinan con habilidades especiales del jugador, pueden dañar al enemigo (por ejemplo, hojas topadoras).
- Armas: aunque los vehículos pueden funcionar sin armas montadas, no podrán atacar al enemigo de manera efectiva, si es que pueden hacerlo. Muchas de las armas tienen capacidades distintas. Por ejemplo, los cañones principales antitanque ofrecen los atributos más equilibrados en términos de potencia de fuego, alcance y precisión, mientras que los cañones principales antiaéreos permiten un ataque muy preciso y confiable a oponentes aéreos a baja altitud. Otros incluyen monturas MLRS que pueden alcanzar y golpear a enemigos que están fuera del alcance de otras armas, CIWS para un contraataque devastador contra enemigos que vuelan a gran altitud, enormes cohetes que pueden dañar a los enemigos incluso a través de las defensas más duras, armas de rayos para golpear a enemigos camuflados y otras diversas armas que permiten que los vehículos se conviertan en tremendos multiplicadores de fuerza para el jugador.
- Azulejos de armadura: Los azulejos de armadura son la primera línea de capa protectora del vehículo. Las piezas de armadura absorberán una cantidad limitada de daño antes de desgastarse y evitarán que otros componentes internos mencionados anteriormente resulten dañados por ataques enemigos. Aunque es eficaz contra la mayoría de los ataques, no protegerá a los componentes contra ataques especializados que están diseñados para eludir o penetrar el blindaje, como ojivas perforantes enemigas o temperaturas de congelación intensas. Las piezas de armadura se pueden reponer en el campo utilizando kits de piezas de armadura o en talleres de reparación.

Algunos vehículos pueden montar armas especiales designadas mientras que otros no; por ejemplo, los Flakpanzers Wirbelwind y Gepard pueden montar cañones principales antiaéreos, pero no pueden montar cañones principales antitanque, mientras que los tanques de batalla principales y otros vehículos blindados pueden montar cañones principales antitanque pero no pueden montar cañones principales antiaéreos.
Los tanques también pueden equiparse con dispositivos de teletransportación, que permiten a todo el grupo salir instantáneamente de un área interior o viajar a una ciudad previamente visitada.
Además, hay otros vehículos de los mismos diseños pero con especificaciones fijas que se podrán «alquilar» en varias tiendas de alquiler dentro de las ciudades.
Un vehículo variado incluye el barco de carga que permite a los jugadores recorrer el enorme lago en el medio del mapa.

## Trama

### Ambientación
El título se desarrolla en un mundo postapocalíptico, aunque presenta una visión menos seria del género, en comparación con las representaciones más duras vistas en juegos de rol como Final Fantasy VI o Fallout, o películas como Mad Max o Nausicaa. El entorno de Metal Saga parece estar relativamente intacto, con un ecosistema generalmente saludable y sin áreas aparentes de contaminación radiactiva, tal vez desde que el apocalipsis (conocido como la Gran Destrucción) ocurrió en primer lugar en un intento de destruir a la humanidad para realmente salvar el planeta. En lugar de centrarse extensamente en mutantes y rufianes, muchos de los enemigos que encontramos son simplemente máquinas enloquecidas. Como resultado, la recuperación de dichas máquinas y el uso de partes recuperadas para construir equipos parecen ser actividades comunes.
Además, el juego incluye una buena dosis de cualidades militaristas, y la mayoría de las batallas del juego se libran desde tanques u otros vehículos blindados similares a tanques. En esencia, el juego tiene muy poca trama y una jugabilidad mayoritariamente no lineal. Al igual que sus predecesores, uno puede elegir emprender cualquier misión informal que desee, o ninguna, pero no puede elegir masacrar a toda la población de una ciudad por capricho. El título cuenta con más de media docena de finales posibles, varios de los cuales se pueden obtener en menos de una hora de juego. Incluso se puede obtener un final a los pocos minutos de comenzar el juego, lo que lo convierte en el juego de rol más corto posible.

### Personajes
Los jugadores pueden organizar un equipo de hasta cuatro personajes: el héroe principal (el «Cazador»), un Mecánico, un Soldado y un perro mecanizado. Los jugadores son libres de elegir su propio grupo entre los personajes disponibles y de alternar entre ellos durante el juego. Hay dos mecánicos en el juego, tres luchadores (uno de ellos está oculto y solo puede unirse durante las partes posteriores del juego) y cuatro perros. La mayoría de los personajes del juego tienen un diálogo único y un mayor desarrollo de la historia durante ciertas misiones secundarias.
Durante el juego, los jugadores frecuentemente tienen la opción de comprar muebles para el hogar y regalos que pueden enviarse tanto a personajes jugables como a no jugables (femeninos). Por lo general, estos no tienen ningún efecto en el juego.
Los personajes jugables son:
- Syu (su nombre no se menciona en la versión en inglés): el cazador del grupo, y también el personaje principal.
- Misha (llamada Mika en la versión japonesa): una de las mecánicas del juego, puede reparar vehículos. Ella es la hermana pequeña de Kiriya, aunque no tiene parentesco de sangre.
- Kiriya: el segundo mecánico del juego, puede reparar vehículos. Él es el hermano mayor de Misha/Mika, aunque no tiene parentesco de sangre. El verdadero padre de Kiriya es el Desensamblador, una de las recompensas contra las que los jugadores luchan durante el juego. Si el jugador lo derrota con Kiriya en el grupo, ocurrirá una cadena de eventos: Kiriya encontrará una foto de él cuando era niño con el Desensamblador, Kiriya dejará el grupo y regresará a su casa, y se reincorporará al grupo al visitarlo en su habitación.
- Charlene (llamada Shirley en la versión japonesa): uno de los soldados del juego, se especializa en armas de fuego y puede manejar armas que otros personajes no pueden usar.
- Rashid: el segundo soldado del juego, se especializa en armas cuerpo a cuerpo y puede manejar espadas y otras armas cortantes que otros personajes no pueden usar.
- Alpha: el tercer soldado oculto en el juego, ella es un cyborg. Alpha no puede manejar ninguna arma, pero puede usar su sistema de armas interno para devastar a casi cualquier oponente que encuentre. Si muere en batalla una cierta cantidad de veces, podrá ser llevada ante el Dr. Palm para que la fabrique en una poderosa pieza de tanque.

Además, hay cuatro razas diferentes de perros, cada una con sus habilidades únicas de combate y no combate, como armas de rayos y botiquines médicos. Las razas son Shiba Inu, (apodado como Shiba ), San Bernardo (apodado como Bernie ), Boston Terrier (apodado como Terry ) y Tosa .

### Sinopsis
Si bien el juego es mayoritariamente no lineal con múltiples finales, el arco argumental principal se revela al viajar desde el lado este del mapa al oeste, culminando cerca de la ciudad-fortaleza final de Hell's Keep, ubicada en el desierto occidental. Durante el viaje, el protagonista, un cazador novato (nombre predeterminado «Syu», aunque solo se menciona en la versión japonesa), se encuentra con una cazadora legendaria, «Scarlett», quien lo ayuda con una de sus primeras recompensas y lo introduce en la caza de recompensas. También conoce a Rosa Beldaire, una rica heredera que colecciona tanques y se convierte en la rival de Syu, y a un misterioso hombre llamado Alex que, junto con sus compañeros Bonnie y Clyde, parecen estar buscando algo entre varias ruinas del mundo.
Después de llegar a la ciudad fronteriza de Alice One en la región central del mapa, el padre de Syu, Eddy, un famoso cazarrecompensas, pone a Syu en contacto con Leon, un investigador que ha descubierto evidencia de una instalación anterior a la Gran Destrucción cuyo nombre en código es «Ziggurat». Más tarde, al visitar la oficina de Leon, Syu encuentra a Scarlett buscando información en la habitación de Leon, pero ella accidentalmente hiere el brazo de Syu en el encuentro, lo que requiere que reciba un reemplazo cibernético. Después de que el jugador visita una cierta cantidad de ciudades, Leon es atacado por Bonnie y Clyde, quienes saquean su casa; le informa a Syu que tomaron su información sobre Ziggurat y le da a Syu la ubicación de la instalación cerca de la ciudad de Hell's Keep, en el desierto occidental del mundo.
Syu viaja a Ziggurat y revela que se trata de un enorme silo de misiles que contiene un misil balístico intercontinental intacto de antes de la Gran Destrucción. Eddy, que llegó antes, revela que Alex está intentando reactivar la instalación y lanzar el misil, pero resultó herido al luchar contra las defensas de la torre, y le encarga a Syu que termine el trabajo. Mientras lucha contra Bonnie, Clyde y las defensas, Syu se encuentra con Alex, quien revela que en realidad es un androide construido por «Noah», la supercomputadora que causó la Gran Destrucción original en un intento de destruir a la humanidad para evitar un desastre ecológico. Alex explica que, después de la derrota de Noah, se le dio la directiva de terminar lo que Noah había comenzado, y que tiene la intención de lanzar el ICBM intacto y comenzar un holocausto nuclear; Syu derrota a Alex y destruye el misil mientras se lanza. Después, Syu, su equipo y Eddy regresan a casa para recuperarse, donde Syu puede elegir si continuar cazando recompensas o retirarse, aunque después puede optar por continuar sus aventuras.

## Desarrollo
Desde que se publicó el primer juego en 1991 por Data East, la serie fue famosa por tener un «alto grado de libertad». Sin embargo, en 2003, Data East se declaró en quiebra, y la marca «Metal Max» fue registrada por Shinjuku Express, por lo que esta entrada de la serie tuvo que utilizar una nueva marca registrada: «Metal Saga». El productor de la serie, Hiroshi Miyaoka, no estuvo involucrado en el desarrollo desde el principio y dijo: «No puedo hacer más con Metal Max, pensé que realmente estaba muriendo».
El juego fue publicado en junio de 2005 en Japón, y en marzo de 2006, se distribuyó una mejor versión del juego que era más económica que la original. El juego recibió una versión Lite/Demo que se publicó en América del Norte en abril de 2006.

## Recepción
Aunque el sentido del humor, la música y las sólidas horas de juego le valieron algunas calificaciones positivas, la impresión general del título fue decididamente mediocre. Los críticos se burlaron de los gráficos anticuados, la falta de trama y la falta de sensación de progresión. Como resultado, los críticos y los jugadores solían perder una cantidad considerable de tiempo simplemente deambulando, tratando de descubrir qué hacer a continuación. Si bien el juego tenía todos los elementos clásicos del género, junto con su propio estilo peculiar, parecía carecer del pulido necesario para destacarse. GameSpot señaló que «Metal Saga tiene todo lo necesario para ser un buen juego de rol, pero no hay nada que lo una todo».
En Japón, Metal Saga recibió un respetable 30 de 40 de la revista Famitsu. Media Create informó que fue el juego más vendido en Japón durante su semana de lanzamiento con 63.219 copias. A finales de 2005, la versión japonesa del juego había vendido 99.374 copias en la región.

## Secuelas
Hay cuatro secuelas de Metal Saga, ninguna de ellas lanzada en el mundo occidental. La primera secuela Metal Saga: Season of Steel se lanzó en 2006 para Nintendo DS y sigue la historia del primer Metal Max. La segunda secuela es un juego para teléfono móvil y se lanzó en 2007. La tercera secuela, Metal Saga New Frontier, fue un juego de navegador en línea lanzado en 2010. La cuarta secuela es Metal Saga: The Ark of Wastes .